# Elita
Koren reči elita nalazi se u latinskom i francuskom jeziku sa značenjem izabrani, ono što je najodabranije - cvet nečega (naročito društva), jezgro (naročito vojske).
U ranoj fazi razvoja kapitalizma pojmom elita označavala se roba izvanrednog kvaliteta, kojoj nisu mogle konkurisati druge robe, bez obzira na cenu.
Danas se pojam elita upotrebljava u širem značenju i zauzima jedno od centralnih mesta u savremenim teorijama o strukturi i dinamici društva, pa su se razvile i tzv. elitističke teorije o društvu (Rajt Mils, Elita vlasti). Ovde se pojam elita upotrebljava da se njime označi vrhunska društva - grupa ljudi koja donosi značajne odluke, ili propušta da ih donese, što zadire u interese svih pripadnika tog društva...
Tehničkoj ili tehnokratskoj eliti pripada grupa vrhunskih stručnjaka koja, zbog monopolističkog položaja, nameće stavove i rešenja o regulisanju društvenih odnosa na način kako to odgovara toj povlašćenoj grupi - daje se prednost sredstvima nad ciljem. Ovde spadaju razne monopolističke grupe poznate pod pojmovima birokratija i tehnokratija. Govori se i o eliti lokalnog društva koju sačinjavaju lokalni rukovodioci. Ta grupa donosi ili u značajnoj meri utiče na donošenje odluka od značaja za lokalno društvo. U srpskom žargonu ta grupa je poznata pod nazivom opštinski oci...
Suština elitističkih teorija o dinamičnoj strukturi društva izražava se u sledećem:
1. Društvo je sastavljeno od elita i ne-elita (ljudi koji vladaju i ljudi kojima se vlada), a ravnoteža se održava delovanjem kontra-elita (opozicije), kao grupa koje se bore za vlast. U oštrijim konfliktima dolazi do masovnih štrajkova, socijalnih i političkih pobuna i protesta, pa i do građanskih ratova ili socijalnih revolucija. Da bi se takve pojave predupredile mora se obezbediti cirkulacija elita (Vilfredo Pareto, Gaetano Moska, Marija Kolbinska).
2. Elita vlasti najrazvijenijih država savremenog industrijskog društva (primer SAD) sastavljena je u vrhu od tri piramide: korporativna privreda, državna administracija i vojna hijerarhija (Rajt Mils, Elita vlasti).
3. Problem savremenog društva sastoji se u tome kako omogućiti mirnu cirkulaciju između različitih elita, između elita i ne-elita - smenjivanje elita bez socijalnih potresa. (Jozef Šumpeter, Karl Manhajm).

## Spoljašnje veze
- Politika, Tema nedelje: Srpska politička elita